# Most Mujagy Komadina
Most Mujagy Komadina (též známý lidově jako Lučki most) se nachází v Mostaru. Je to jeden ze zdejších nejstarších mostů; vybudován byl v letech 1899 až 1913 a pojmenován po starostovi města z té doby, který se o jeho výstavbu zasadil.
71 m dlouhý most z armovaného betonu byl v té době velmi moderní. Otevřel jej na konci srpna 1913 tehdejší starosta Nikola Smoljan jako třetí most v pořadí (po starém a mostu Františka Josefa). Sloužil až do války v Jugoslávii; roku 1992 byl z velké části zničen dynamitem a musel projít rekonstrukcí. Náklady na tyto práce dosáhly 1,485 milionu marek.